# Sunday Sunday
"Sunday Sunday" är den brittiska gruppen Blurs sjunde singel, utgiven den 27 september 1993. Som bäst nådde singeln plats 26 på den brittiska topplistan. Detta var tredje och sista singeln från albumet Modern Life Is Rubbish. B-sidorna på denna singel var av två slag: "Daisy Bell" och "Let's All Go Down the Strand" är gamla music hall-slagdängor, medan övriga låtar är från Blurs tidiga karriär då man gick under namnet Seymour. Samtliga låtar är skrivna av Albarn/Coxon/James/Rowntree, med undantag för "Daisy Bell" (Dacre) och "Let's Go Down the Strand" (Castling/Murphy).

## Låtlista
- CD1

1. "Sunday Sunday"
2. "Dizzy"
3. "Fried"
4. "Shimmer"

- CD2

1. "Sunday Sunday"
2. "Daisy Bell"
3. "Let's All Go Down The Strand"

- 7"

1. "Sunday Sunday"
2. "Tell Me, Tell Me"

- 12"

1. "Sunday Sunday"
2. "Long Legged"
3. "Mixed Up"